# Nortegripiano
| Subdivisões do Quaternário | Subdivisões do Quaternário | Subdivisões do Quaternário | Subdivisões do Quaternário |
| Sistema/Período | Série/Época                | Andar/Estágio              | Idade (Ma)                 |
| --- | -------------------------- | -------------------------- | -------------------------- |
| Quaternário | Holoceno                   | Megalaiano                 | 0-0.0042                   |
| Quaternário | Holoceno                   | Nortegripiano              | 0.0042-0.0082              |
| Quaternário | Holoceno                   | Gronelandês                | 0.0082-0.0117              |
| Quaternário | Pleistoceno                | Tarentiano                 | 0.0117–0.126               |
| Quaternário | Pleistoceno                | Chibaniano                 | 0.126–0.781                |
| Quaternário | Pleistoceno                | Calabriano                 | 0.781–1.80                 |
| Quaternário | Pleistoceno                | Gelasiano                  | 1.80–2.58                  |
| Neogeno | Plioceno                   | Placenciano                | mais antigo                |
| Subdivisão do Quaternário de acordo com a Tabela Cronoestratigráfica Internacional versão 2015/1 da Comissão Internacional sobre Estratigrafia. |                            |                            |                            |

Nortegripiano, na escala de tempo geológico, é o meio das três idades da época Holoceno que se encontra no período
Quaternário. Foi oficialmente ratificado pela Comissão Internacional sobre Estratigrafia em julho de 2018, juntamente com o Gronelandês e o Meghalaiano.
Oficialmente, a idade começou 8 276 anos antes do ano 2000 (6.326 A.C), e vai até o começo da Meghalaiano, que começou 4 200 anos antes do ano de 1950 (2.250 A.C).